# Hospital de la Creu Roja (Palma)
L'Hospital de la Creu Roja és un centre sanitari de Palma (Mallorca), propietat de Creu Roja Espanyola i en funcionament des del 1949.

## Història

### Primers anys
La primera Comissió Provincial de la Creu Roja a Balears es constitueix oficialment a Palma el 1874, on obre local social i de tractament ambulatori per a persones sense recursos al casal nobiliari de Can Bordils de la ciutat (actual Arxiu Municipal de Palma), propietat de qui va ser primer president del comitè local, Manuel Villalonga Pérez. El local es va traslladar el 1900 al núm. 7 de la Rambla (coneguda com Can Ripoll), on seguiria ampliant els seus serveis sanitaris, i el 1936 al núm. 6 de la Carrer del 31 de desembre. Atès que un dispensari oferia serveis sanitaris limitats es va pensar a obrir un hospital, molt més ampli i multifuncional. En 1940 Creu Roja Espanyola va autoritzar a la comissió regional per adquirir un nou immoble i es va buscar un d'existent, cèntric i transformable en centre sanitari.

### Compra del Xalet Buades
La Creu Roja local va decidir adquirir el xalet Buades, edifici residencial unifamiliar d'estètica regionalista construït entre 1933 i 1934 per la família d'industrials del mateix nom, dissenyat per l'arquitecte Josep de Oleza al xamfrà format pel carrer de Pons i Gallarza i el Carrer d'Alfons el Magnànim. Després de servir com a residència durant pocs anys, canviar de mans i funcionar per a altres finalitats, va ser adquirit per la Caixa d'Estalvis i Mont de Pietat de les Balears (coneguda com Sa Nostra), el 1946.

### Inauguració
La Creu Roja va arribar a un acord per adquirir el xalet el 25 de març de 1949 i el va posar en funcionament aquell mateix any. Fou reformat pel mateix Josep de Oleza, encara que no va ser inaugurat oficialment fins al 15 d'abril de 1955 amb un servei inicial de 20 llits (la meitat per a beneficència) i un quiròfan. Ajudaven en tasques assistencials i administratives un institut religiós: les Filles de la Misericòrdia, les quals havien començat a col·laborar en el dispensari del carrer 31 de desembre i que romandrien fins al 1986.

### Reformes posteriors

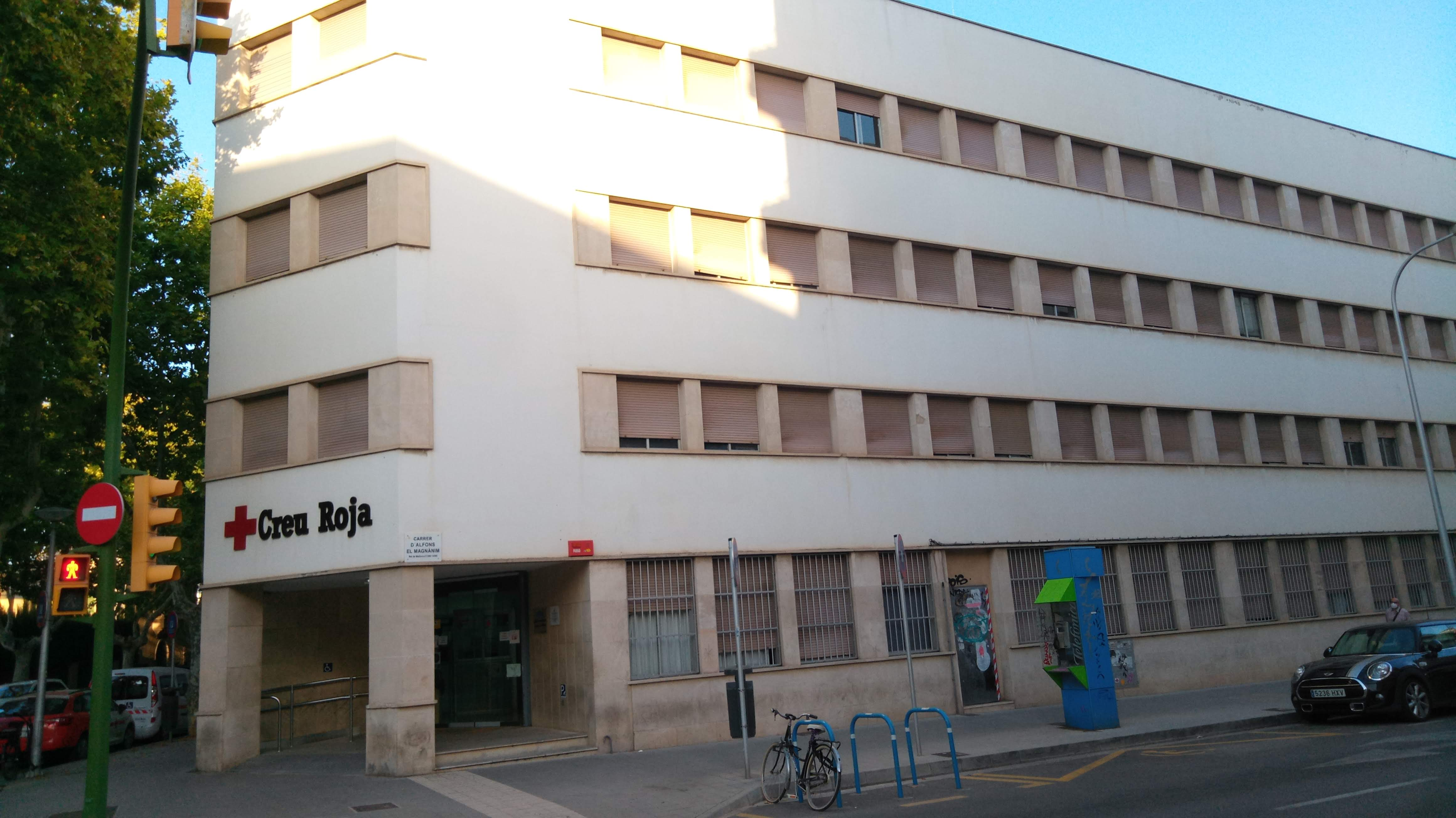
Edifici annex de l'Hospital (1980)

Des de la inauguració l'edifici ha viscut constants reformes i ampliacions a partir del primitiu immoble residencial. Una de les principals va tenir lloc a partir de 1969, en adquirir el solar contigu per construir l'edifici annex del carrer d’Alfons el Magnànim, cantonada amb l'Avinguda de Gaspar Bennàzar, sent inaugurat el 27 de maig de 1980.
Posteriorment es va dur a terme una profunda reforma de tot el complex des de la primavera de 2019 que fou reinaugurada el 12 d'octubre de 2021. Actualment l'Hospital abasta tres quartes parts de l'illa de cases on es troba i sobrepassa de llarg la superfície de l'edifici residencial original, del que sols sobreviu la façana restaurada com a element singular de la ciutat.